# كارين سركسيان (موسيقي)
كارين سركسيان هو موسيقي أرمني، ولد في 1973.